# Víctor Hugo Pereira
Víctor Hugo Pereira Alcaraz (Paraguarí, 2 de marzo de 1969) es un abogado, catedrático universitario, diplomático y político paraguayo que se destaca por ser el primer gobernador e intendente municipal de afiliación liberal en el Departamento de Misiones. En la actualidad, ejerce el cargo de asesor político y desempeña funciones como asesor parlamentario en el Congreso Nacional de Paraguay. Ocupó el cargo de gobernador durante el período 2008-2012 y el de intendente municipal del distrito de San Juan Bautista durante el período 2001-2006.

## Biografía
Nació el 2 de marzo de 1969 en la ciudad de Paraguarí. Hijo de Florencio Pereira y Yolanda Alcaraz. Creció en Escobar, una modesta localidad del Departamento de Paraguarí, y posteriormente se radicó en el distrito de San Juan Bautista del Departamento de Misiones. Tiene cinco hijos: Junior, José Carlos, Panambi, Paloma y Maximiliano.
Pereira realizó sus estudios superiores en la carrera de derecho en la Universidad Nacional de Asunción (UNA), sede Asunción, graduándose en el año 1992. Cursó un posgrado en gobiernos locales y gobiernos departamentales. Es egresado de la Academia Diplomática y Consular Carlos Antonio López del Ministerio de Relaciones Exteriores. Ocupó el cargo de fiscal electoral en el Departamento de Paraguarí en 1996.
Se desempeñó como catedrático universitario en introducción a las ciencias jurídicas, derecho político y derecho constitucional en la Facultad de Derecho, Ciencias Políticas y Sociales de la UNA, sede Asunción y sede San Juan Bautista; en la Universidad Católica "Nuestra Señora de la Asunción" (UCA) sede San Ignacio Guazú, Universidad del Norte (Uninorte), sede San Juan Bautista, Universidad Politécnica y Artística del Paraguay (UPAP), sede Ayolas y enseñó la materia de lógica en la Facultad de Filosofía de la UNA, sede San Juan Bautista.

## Carrera política
Entre los años 2001 y 2006, desempeñó el cargo de intendente municipal del distrito de San Juan Bautista. Fue presidente del Comité del Partido Liberal Radical Auténtico en San Juan Bautista y presidente del Consejo Departamental Liberal de Misiones entre los años 2005 y 2008. Entre los años 2010 y 2013, fue miembro del Directorio Nacional del Partido Liberal Radical Auténtico.
Fue electo gobernador del Departamento de Misiones por el PLRA en 2008, cargo que asumió hasta el 28 de marzo de 2012, cuando fue destituido conforme a la resolución N.º 23/12 emitida por el Tribunal Superior de Justicia Electoral (TSJE) en conjunto con la resolución N.º 1320/12 de la Cámara de Diputados. Esta destitución se basó en consideraciones derivadas de un informe final presentado por el interventor de la administración departamental, Andrés Diarte, un año antes de la conclusión de su mandato. Más tarde, Pereira fue absuelto por las autoridades judiciales competentes en un proceso legal posterior.
Víctor Hugo Pereira es el pionero en ocupar el cargo de intendente municipal bajo afiliación liberal en el distrito de San Juan Bautista, así como el primer gobernador liberal en el Departamento de Misiones. Pereira ha sido reconocido por su labor cultural en San Juan Bautista. Es el creador del Festival Internacional del Batiburrillo, Siriki y Chorizo Sanjuanino, una celebración que resalta la gastronomía y tradiciones locales, por lo cual fue declarado hijo dilecto de la ciudad.
El 30 de diciembre de 2017, Pereira anunció oficialmente su candidatura a la diputación por el Departamento de Misiones. Esta postulación fue realizada bajo la lista 2018 del movimiento político Gran Alianza Nacional Renovada.
En 2022, se desempeñó como asesor político, participando en las campañas electorales de varios correligionarios del Departamento de Misiones. Estas campañas estuvieron dirigidas a las elecciones generales de 2023, en las que los candidatos bajo su orientación aspiraban a cargos tanto ejecutivos como legislativos. Desde 2023, ejerce funciones como asesor parlamentario en el Congreso Nacional.

## Honores
- Premio Intendente Destacado del Paraguay por la IX Conferencia Interamericana de Alcaldes y Autoridades locales. Miami, 2003.[24]

- Declarado Político del Año por la Contraloría Ciudadana de Misiones.[24]

- Hijo Dilecto de la ciudad de San Juan Bautista.